# Бендрик, Николай Кузьмич
Николай Кузьмич Бендрик (26 апреля 1914 года, село Ольгинка Волновахского района Донецкой области — 17 февраля 1994 года) — украинский художник, заслуженный художник УССР.

## Биография
Николай Бендрик свой трудовой путь начал на металлургическом заводе им. Ильича слесарем-лекальщиком в механическом цехе. С 1932 года обучается в институте Пролетарского изобразительного искусства (Ленинград). 
В 1938 году, ещё будучи студентом, по приглашению В. Яковлева и Ф. Федоровский принимает участие в создании панорамы «Содружество народов СССР» для Советского павильона Международной выставки в Нью-Йорке.
Во время Великой Отечественной войны Н. Бендрик участвует в боях под Киевом, затем воюет в партизанском отряде имени М. Кутузова под командованием Героя Советского Союза Г. Артозеева соединения Н. Н. Попудренко на Черниговщине и в Полесье.
После окончания войны Николай Бендрик преподает рисунок вначале в училище, а затем во Львовском институте прикладного и декоративного искусства. В 1956 году возвращается в Жданов.
Последние годы своей жизни провёл в г. Городня Черниговской области — на родине второй жены Евгении Павловны.

## Творческая деятельность

### Участие в выставках
- 1935 год — выставка художников Донбасса.
- 1939 год — Всесоюзная выставка «Индустрия социализма» (акварели «Листопрокатчики завода имени Ильича» и «Сталь социализма»).
- 1974—1975 годы — передвижная выставка на турбоходах «Сергей Боткин» и «Ромны» (Латтакия — Бейрут — Марсель — Венеция).
- 1975 год — выставка в музее изящных искусств города Александрия.

### Известные работы
- Панорама «Содружество народов СССР» для Советского павильона Международной выставки в Нью-Йорке
- Декоративные панно для павильонов «Охота», «Рыболовство» 1-й Всесоюзной сельскохозяйственной выставки в Москве.
- Картины «В. И. Ленин беседует с крестьянами», «Прием селькоров в редакции газеты „Правда“ для павильона „Печать“, „Заложники“, „Фашизм“, „Возрождение мартена“ (1956 год), „Рождение гиганта“ (1983 год), „Забастовка на железнодорожной станции. Мариуполь. 1905 год“. Первая маевка на реке Кальчик. 1903 г.», «Расстрел коммунистов на заводе имени Ильича», «Первая листовка на заводе Никополь»; портреты «Герой Социалистического Труда Т. Хорбут, зачинатель строительства „Азовстали“» (1954 год), «Знатный сталевар Герой Социалистического Труда В. Шкуропат» (1970 год), «Лауреат Государственной премии СССР, знатный сталевар завода им. Ильича А. Бульский»

## Награды
- Заслуженный художник УССР (1978)
- Почётная грамота Президиума Верховного Совета УССР (1974)
- Грамота Президиума Верховного Совета УССР (1984)
- Орден Отечественной войны II степени (1985)